# Faisal Faisal
Faisal Faisal (arabisch فيصل غازي فيصل, DMG Fayṣal Ġāzī Fayṣal, * 18. Oktober 1980 in Bagdad) ist ein irakischer Skeletonpilot.
Faisal Faisal stammt aus einer sportlichen Familie, sein Onkel Talib Faisal hält heute noch den irakischen Rekord im 400-Meter-Lauf. Von drei bis sieben Jahren lebte er mit seiner Mutter, die Architektur studierte, in Wales. Er betrieb zunächst auf höherem Niveau Fußball und Leichtathletik, war regionaler 200-Meter-Rekordhalter. Zudem versuchte er sich in anderen Sportarten, etwa im Wasserski auf dem Tigris. Seit 1998 unternahm er Versuche in Wintersportarten, um den Irak bei Olympischen Winterspielen zu vertreten. Versuche in Großbritannien, Irland oder Kanada zu trainieren scheiterten an verweigerten Visa, erst der Versuch in Australien zu studieren und zu trainieren brachte einen Erfolg für Faisal. Auf dem Weg nach Australien nahm er als Besucher an der Eröffnungsfeier der Olympischen Winterspiele 1998 von Nagano teil. In Australien probierte er sich bis 2004 zunächst in verschiedenen Skisportarten, im Snowboarding und im Eisschnelllauf. Die Qualifikation für die Olympischen Winterspiele 2002 in Salt Lake City scheiterte am NOK des Iraks. 2005 entschied er sich dafür, zum Skeleton zu wechseln und wollte an den Olympischen Winterspielen 2006 in Turin teilnehmen. Sein erstes Rennen im Rahmen des Skeleton-America’s-Cup bestritt er noch im Januar des Jahres in Lake Placid und belegte dort die Plätze 30 und 32. Weitere Rennen folgten im November mit Ergebnisse im niedrigen 20er-Bereich. Bis Januar folgten weitere Einsätze im Skeleton-Europacup und im Skeleton-Challenge-Cup. Die Qualifikation für die Olympischen Spiele gelang ihm jedoch nicht. Erst im November 2007 nahm er wieder weiteren Wettkämpfen teil. Seit 2008 startete Faisal in der zweithöchsten von der FIL organisierten Rennserie. Das erste Rennen in Park City beendete er als 23., bestes Ergebnis wurde an selber Stelle Rang 21. Im Februar nahm er erstmals an einem Großereignis teil. Bei der Skeleton-Weltmeisterschaft 2009 fuhr Faisal auf Platz 28.
Faisal Faisal ist der bislang erste und einzige Iraker, der Skeleton betreibt. Er trainiert häufig gemeinsam mit dem Nationalteam der USA. Insbesondere vor den Spielen von 2006 hielt er sich längere Zeit in den USA auf und wurde dort von Trainern wie Jim Shea betreut. Für die Kosten seines Sports muss Faisal selbst aufkommen.